# Putin’s Ashes
Putin’s Ashes (englisch für „Putins Asche“) ist eine Single und Performance des russischen Performance-Kollektivs Pussy Riot aus dem Jahr 2023. Das Musikvideo zeigt, wie eine Gruppe vermummter Frauen das Porträt von Wladimir Putin verbrennt.

## Veröffentlichung und Produktion
Ende Januar 2023 veröffentlichte Pussy Riot das im August 2022 produzierte Video unter dem Titel Putin’s Ashes online. Am Drehort Los Angeles verbrannte das Kollektiv ein 3 × 3 Meter großes Porträt von Wladimir Putin. Im Video sind unter anderem 12 Frauen zu sehen, von denen nicht alle Mitglieder des Kollektivs sind. Am Ende der Performance wird die Asche des Porträts in verschiedene Glasflaschen abgefüllt, die mit der Aufschrift „Putin’s Ashes“ versehen sind.
Die Gründerin von Pussy Riot, Nadeschda Tolokonnikowa, äußerte sich in einem Interview mit dem amerikanischen Rolling Stone im Februar 2023 zu der aktuellen Performance des Kollektivs wie folgt: „Meine Aufgabe ist es, Putin so viel wie möglich zu schaden, und [die Androhung von Klagen] bedeutet, dass er und die Menschen in seinem Umfeld tatsächlich durch ‚Putins Ashes‘ geschädigt werden. Das ist eine großartige Nachricht.“

## Ausstellung und Hintergründe
Die Performance Putin’s Ashes wurde erstmals am 8. Dezember 2022 im Dallas Contemporary präsentiert. Die gleichnamige Ausstellung fand im Februar 2023 in der Jeffrey Deitch Gallery in Los Angeles und im Juni 2023 in der Container Gallery statt. Die Ausstellung umfasst unter anderem Rahmen, die mit Plüsch verziert sind und in denen die Asche des verbrannten Porträts von Putin in Glasflaschen aufbewahrt ist. In einem Nebenraum werden plastische Stücke wie Schalter und Knöpfe gezeigt, mit denen Raketen und Bomben ausgelöst werden könnten. Die im Video zu Putin’s Ashes gezeigten roten Knöpfe sind hier ausgestellt und mit den Aufschriften versehen: „Dieser Knopf neutralisiert Wladimir Putin“ oder: „Dieser Knopf eliminiert Sexismus“.
Während Nadeschda Tolokonnikowa im September 2023 ihre Performance Putin’s Ashes in den USA präsentierte, erklärte Putin Tolokonnikowa zu einer der meistgesuchten Kriminellen Russlands. Ein amerikanisches Magazin zitierte Tolokonnikowa während der Veranstaltung, bei der sie erklärte, sie sei eine Bedrohung für das System, das Angst vor mutigen Menschen habe: „Ich habe mir selbst das Versprechen gegeben, dass ich mein Leben dem Widerstand widmen werde. Putin ist gleichbedeutend mit Tod, Demütigung, Folter, Gefängnis, Dunkelheit, ewigem Winter, Stagnation ... Das dunkle Zeitalter für Russland. Mut ist die Fähigkeit, im Angesicht der Angst zu handeln.“